# معهد القناة العالي للهندسة والتكنولوجيا
معهد القناه العالى للهندسة والتكنولوجيا (بالإنجليزية: Canal High Institute of Engineering and Technology)‏، هو معهد خاص تابع لوزارة التعليم العالى بمصر. تأسس المعهد وفق القرار الوزارى الأول رقم 3089 لسنة 2012. ويمنح المعهد درجة بكالوريوس الهندسة الكيميائية في الهندسة الكيميائية وهندسة تكرير البترول والبتروكيماويات.

## التعاون مع الهيئة العربية للتصنيع
هناك بروتوكول تعاون بين الهيئة العربية للتصنيع ومعهد القناة العالي للهندسة والتكنولوجيا لتقديم حلول صناعية لمشاكل القطاعات المختلفة بالدولة.

## الشهادة التي يمنحها المعهد
يمنح المعهد شهادة البكالوريوس الهندسة المعتمد من وزارة التعليم العالى والمجلس الاعلي للجامعات ونقابة المهندسين، في قسم الهندسة الكيميائية وقسم تكرير البترول والبتروكيماويات

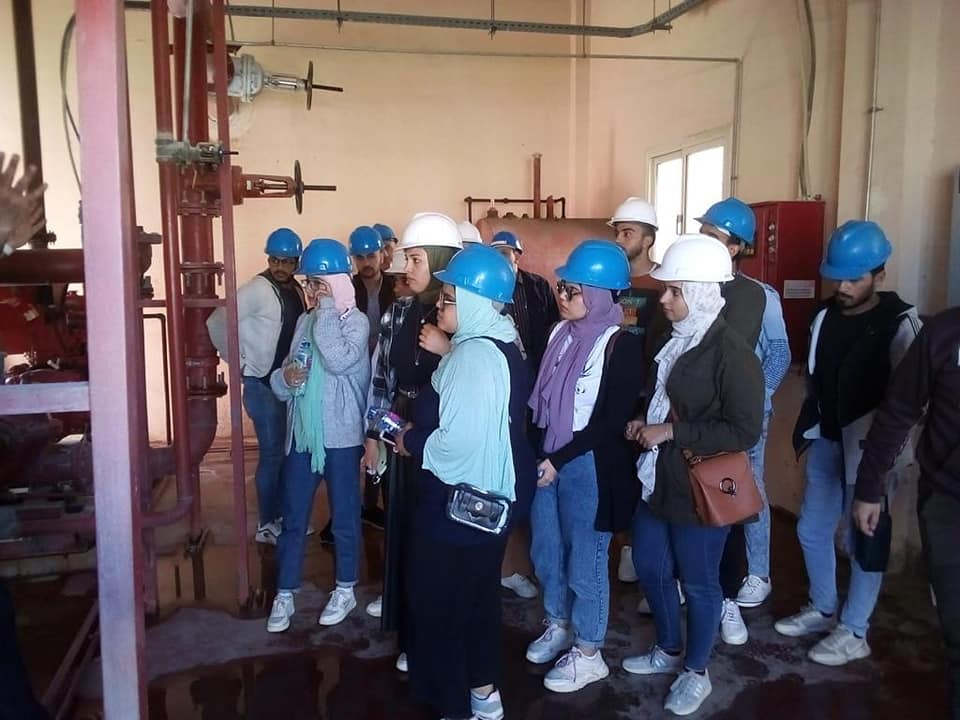
تدريب طلاب المعهد فى احدا شركات البترول